# Comgás
A Companhia de Gás de São Paulo (Comgás) é uma empresa brasileira, considerada pela Abegás (Associação Brasileira das Empresas Distribuidoras de Gás Canalizado) a maior distribuidora de gás natural do Brasil em volume de gás distribuído. A Comgás distribui gás canalizado para mais de 2,5 milhões de consumidores nos segmentos residencial, comercial, industrial, automotivo, cogeração e termogeração em 88 cidades de sua área de concessão - Região Metropolitana de São Paulo, Vale do Paraíba, Baixada Santista e Região Administrativa de Campinas.

## História
A história da empresa remonta ao século XIX, passando por inúmeras denominações e proprietários diferentes:
- 1872: a companhia inglesa San Paulo Gás Company recebe autorização do Império, através decreto número 5071, para a exploração da concessão dos serviços públicos de iluminação de São Paulo;
- 1912: a canadense Brazilian Traction Light and Power Co. Ltd. assume o controle acionário da San Paulo Gás Co. Ltda;
- 1959: a empresa é nacionalizada, passando a se chamar Companhia Paulista de Serviços de Gás;
- 1968: a empresa passa a ser administrada pelo município e recebe o nome de Comgás. Por meio da lei municipal 7199, é constituída a sociedade anônima Companhia Municipal de Gás (Comgás);
- 1974: nova mudança do nome, para Companhia de Gás de São Paulo;
- 1984: o controle acionário da Comgás passa para a estatal Companhia Energética de São Paulo (CESP);
- 1999: o controle acionário da Comgás é arrematado pelo consórcio formado pela união das empresas, BG Group e pela Shell, por R$ 1,65 bilhão;
- 2012: A Cosan assume o controle acionário da Comgás, com a compra da participação do Grupo BG - 60,05%;[3]
- 2017: A Cosan adquire os 16,77% de participação que a Royal Dutch Shell detinha na Comgás por 1,156 bilhão de reais.[4]

Na sua longa trajetória, a companhia usou os mais diversos tipos de combinações para produzir combustíveis: de azeite a gás de hidrogênio carbonado, carvão, nafta, uma mistura envolvendo água e hulha, até chegar ao gás natural.
A adoção do gás natural, a partir da década de 1990, foi considerada a fase mais importante de toda a história da Comgás, que esteve presente na vida de São Paulo desde a extinção dos lampiões a azeite de baleia.
De 1999 a 2012, a Comgás investiu mais de R$ 4 bilhões na expansão e modernização de sua rede de distribuição de gás, que foi ampliada em mais de 6 mil km.

## Resultados atuais
A Comgás é considerada atualmente a maior distribuidora de gás natural canalizado do país. Conta com mais de 14 mil quilômetros de rede, levando gás natural para mais de 1,7 milhão de clientes nos segmentos residencial, comercial, industrial e automotivo, em 77 cidades.
Sua área de concessão potencial abriga cerca de um quarto do Produto Interno Bruto do país, abrangendo 177 municípios das regiões metropolitanas de São Paulo e Campinas, além da Baixada Santista e do Vale do Paraíba.
Em 2012, a empresa apresentou receita liquida de R$ 5 bilhões. O volume de gás distribuído pela companhia nesse ano foi de mais de 5 bilhões de metros cúbicos.
A empresa tem aumentado as vendas para clientes residenciais e comerciais¹. Atualmente cerca de 70% do volume de gás distribuído vai para indústrias. Hoje, cerca de 1.000 indústrias em aproximadamente 270 postos de combustíveis são atendidos na área de concessão da Comgás.